# Kolarstwo na Letnich Igrzyskach Olimpijskich 1924 – jazda drużynowa na czas mężczyzn
Konkurencja jazdy drużynowej na czas podczas VIII Letnich Igrzysk Olimpijskich została rozegrana 23 lipca 1924 roku. Start i meta wyścigu były usytuowane na Stade olympique Yves-du-Manoir.
W rywalizacji drużynowej brało udział 60 zawodników z 15 krajów. Trasa liczyła 188 km. Do wyniku drużynowego zaliczały się trzy najlepsze wyniki uzyskane przez kolarzy z danego kraju podczas jazdy indywidualnej na czas.

## Wyniki
| Pozycja | Zawodnik                                                               | Kraj              | Czas       |
| ------- | ---------------------------------------------------------------------- | ----------------- | ---------- |
| 1.      | Armand Blanchonnet René Hamel Georges Wambst André Leducq              | Francja           | 19:30:14,0 |
| 2.      | Henri Hoevenaers Auguste Parfondry Jean Van Den Bosch Fernand Saivé    | Belgia            | 19:46:55,4 |
| 3.      | Gunnar Sköld Erik Bohlin Ragnar Malm Erik Bjurberg                     | Szwecja           | 15:59:41,6 |
| 4.      | Albert Blattmann Otto Lehner Georges Antenen Fritz Bossi               | Szwajcaria        | 20:11:15,0 |
| 5.      | Ardito Bresciani Antonio Negrini Nello Ciaccheri Luigi Magnotti        | Włochy            | 20:19:59,2 |
| 6.      | Cor Heeren Jan Maas Philippus Innemee Martinus Vlietman                | Holandia          | 20:37:27,8 |
| 7.      | Andy Wilson Ernie Pilcher Dave Marsh Samuel Hunter                     | Wielka Brytania   | 20:44:46,8 |
| 8.      | Georges Schiltz Nic Rausch Louis Pesch Jean-Pierre Kuhn                | Luksemburg        | 21:25:11,8 |
| 9.      | Cosme Saavedra Luis de Meyer José Zampicchiatti Julio Polet            | Argentyna         | 21:47:43,6 |
| 10.     | Ðuro Dukanović Josip Kosmatin Koloman Sović Milan Truban               | Królestwo SHS     | 21:57:22,6 |
| 11.     | Antonín Perič Karel Červenka Antonín Charvát František Kundert         | Czechosłowacja    | 22:01:16,8 |
| 12.     | John Boulicault Ignatius Gronkowski Gustav Hentschel Victor Hopkins    | Stany Zjednoczone | 22:43:33,0 |
| 13.     | Ilmari Voudelin Erik Frank Toivo Hörkkö Anton Collin                   | Finlandia         | 24:03:56,4 |
| 14.     | Oswald Miller Feliks Kostrzemski Kazimierz Krzemiński Wiktor Hoechsman | Polska            | 24:42:08,2 |
| 15.     | Georgi Abadżiew Michaił Kłajnerow Atanas Atanasow Michaił Georgiew     | Bułgaria          | DNF        |